# Сантос, Рауль
Рауль Сантос (нем. Raul Santos; род. 1 июня 1992, Санто-Доминго, Доминиканская Республика) — австрийский гандболист доминиканского происхождения, левый полусредний немецкого клуба Лейпциг и сборной Австрии.

## Карьера

### Клубная
Воспитанник школы клуба «Унион» Леобен, выступал за его состав с 2008 по 2013 годы. 25 января 2013 подписан командой «Гуммерсбах» из 1-й Бундеслиги Германии, с сезона 2016/2017 — игрок «Киля».

### В сборной
Дебютировал 12 апреля 2011 в поединке против сборной Словакии. Сыграл 58 игр и забил 237 голов. Участник чемпионата Европы-2014 в Дании и чемпионата мира-2015 в Катаре.

## Статистика
| Сезон        | Клуб       | Дивизион   | Игры | Голы | 7-метровые | Голы с игры |
| ------------ | ---------- | ---------- | ---- | ---- | ---------- | ----------- |
| 2012/13      | Гуммерсбах | Бундеслига | 10   | 25   | 0          | 25          |
| 2013/14      | Гуммерсбах | Бундеслига | 33   | 190  | 49         | 141         |
| 2014/15      | Гуммерсбах | Бундеслига | 36   | 253  | 82         | 171         |
| 2016/17      | ГК Киль    | Бундеслига | 20   | 40   | 7          | 33          |
| 2017/18      | ГК Киль    | Бундеслига | 11   | 31   | 0          | 31          |
| 2018/19      | Лейпциг    | Бундеслига | 14   | 22   | 5          | 17          |
| 2012–по н.в. | Итого      | Бундеслига | 124  | 561  | 143        | 418         |